# Lego Nexo Knights
Lego Nexo Knights est un sous-thème de la gamme Lego Castle du jouet de construction Lego commercialisé de 2016 à 2018.
La gamme est présentée en 2015 au New York Comic Con et ses premiers ensembles sortent en janvier de l'année suivante. L'univers de Nexo Knights se développe également en jeu vidéo, et en série télévisée d'animation,,.

## Synopsis
Dans un monde médiéval futuriste, 5 preux chevaliers nommés Clay, Macy, Axl, Lance et Aaron vont devoir défendre le royaume de Knighton contre les agissements de Jestro, l'ancien bouffon du roi rendu fou par un grimoire maléfique, le livre des monstres, qui lui donne le pouvoir d'invoquer une armée de monstres du chaos,,.

## Sets
Les sets se composent en deux catégories : les normaux, proposant des ensembles simples et les « Ultimes », où chaque set est une figurine sur un socle personnalisé avec deux armes et trois « Nexo pouvoirs ». Ceux-ci permettent d'acquérir des pouvoirs dans le jeu en ligne.

### 2016
16 sets sont sortis en janvier 2016, pour lancer la gamme.
| Nom original                           | Nom français                            | no de référence | Date de sortie   | Nbr de pièces | Figurines |
| -------------------------------------- | --------------------------------------- | --------------- | ---------------- | ------------- | --- |
| Knighton battle blaster                | Le char de combat de Knighton           | 70310           | 1er janvier 2016 | 76            | Soldat royal, Attaquant des cendres |
| Chaos catapult                         | La catapulte du Chaos                   | 70311           | 1er janvier 2016 | 93            | Garde royal, Écraseur d'écorce |
| Lance's mecha horse                    | Le méca-cheval de Lance                 | 70312           | 1er janvier 2016 | 237           | Lance Richmond, Lancebot, Lanceur de flammes |
| Moltor's lava smasher                  | L'écrase-lave de Moltor                 | 70313           | 1er janvier 2016 | 187           | Aaron Fox, Moltor |
| Beast Master's Chaos chariot           | Le chariot du Chaos du Maître des bêtes | 70314           | 1er janvier 2016 | 314           | Macy Halbet, Maître des bêtes |
| Clay's rumble blade                    | L'épée rugissante de Clay               | 70315           | 1er janvier 2016 | 367           | Clay Moorighton, 2 Claybots, Attaquant des cendres, Messager |
| Jestro's evil mobile                   | Le char maléfique de Jestro             | 70316           | 1er janvier 2016 | 658           | Lance Richmond, Jestro, Sparkks |
| Fortrex                                | Le Fortrex                              | 70317           | 1er janvier 2016 | 1 140         | Axl, Aaron Fox, Clay Moorighton, Chef éclair, Attaquant des cendres, 2 Messagers                                                                                     |
| Merlok's library 2.0                   | La bibliothèque 2.0 de Merlok           | 70324           | 1er janvier 2016 | 288           | Lance Richmond, Ava, Écraseur d'écorce |
| Infernox captures the queen            | Infernox capture la Reine               | 70325           | 1er janvier 2016 | 253           | Reine Halbert, Aaron Fox, Infernox |
| King's mech                            | Walmart - Le robot du roi               | 70327           | 1er janvier 2016 | 375           | Roi Halbert, Robot du roi, Lanceur de flammes |
| The glob lobber                        | Le lance-globe                          | 70318           | 1er juin 2016    | 95            | Soldat royal, Lanceur de flammes, 2 Globelins |
| Macy's thunder mace                    | La moto-tonnerre de Macy                | 70319           | 1er juin 2016    | 202           | Macy Halbert, Robot écuyer de Macy, Écraseur d'écorce |
| Aaron Fox's aero-striker V2            | L'Aero Striker V2 d'Aaron Fox           | 70320           | 1er juin 2016    | 301           | Aaron Fox, Robot écuyer d'Aaron, Attaquant des cendres |
| General Magmar's siege machine of doom | La machine maudite du Général Magmar    | 70321           | 1er juin 2016    | 516           | Clay Moorighton, Général Magmar, Flama, 5 Globelins |
| Axl's tower carrier                    | Le transporteur de tour d'Axl           | 70322           | 1er juin 2016    | 670           | Axl, 2 Robots écuyers d'Axl, Attaquant des cendres, Burnzie |
| Jestro's volcano lair                  | Le repaire volcanique de Jestro         | 70323           | 1er juin 2016    | 1 186         | Axl, Lance Richmond, Macy Halbert, Jestro, Livre des monstres, Gardien du Livre, Lavaria, 2 Attaquants des cendres, 2 Messagers, 3 Araignées, Grenouille, Poule, Rat |
| The black knight mech                  | Le robot du chevalier noir              | 70326           | 1er juin 2016    | 530           | Robin, Robot écuyer du roi, Whiparella, Attaquant des cendres |
| King's guard artillery                 | L'artillerie de la garde du roi         | 70347           | décembre 2016    | 98            | Soldat royal, Marcheur de pierre |
| Lance's twin jouster                   | Le double tireur de Lance               | 70348           | décembre 2016    | 216           | Lance Richmond, Robot écuyer de Lance, Rogul |
| Ruina's lockand roller                 | Le char de combat de Ruina              | 70349           | décembre 2016    | 208           | Aaron Fox, Reine Halbert, Ruina |
| The three brothers                     | Les trois frères                        | 70350           | décembre 2016    | 266           | Axl, Reex, Roog, 3 Gravelins |
| Clay's falcon fighter blaster          | Le faucon de combat de Clay             | 70351           | décembre 2016    | 523           | Clay Moorighton, Robot écuyer de Clay, Grimroche, Briqueur, Cabochon                                                                                                 |
| Jestro's headquarters                  | La tête d'assaut de Jestro              | 70352           | décembre 2016    | 840           | Macy Halbert, Lance Richmond, Ava, Jestro, Nuage de Monstrox, Gargouille, Marcheur de pierre, Briqueur                                                               |
| Aaron Stone's Destroyer                | Le destructeur de pierre d'Aaron        | 70358           | décembre 2016    | 251           | Aaron Fox, Robot des bois, Monstre des roches |
| Lance vs. Lightning                    | Lance contre le monstre de foudre       | 70359           | décembre 2016    | 257           | Lance Richmond, Gargouille, Grimroche, 2 Gravelins |
| Combo Nexo powers Wave 1               | Combo Nexo pouvoirs Série 1             | 70372           | décembre 2016    | 10            | 35 Nexo pouvoirs |

| Nom original            | Nom français              | no de référence | Date de sortie   | Nbr de pièces |
| ----------------------- | ------------------------- | --------------- | ---------------- | ------------- |
| Ultimate Clay           | Clay l'Ultime chevalier   | 70330           | 1er janvier 2016 | 72            |
| Ultimate Macy           | Macy l'Ultime chevalier   | 70331           | 1er janvier 2016 | 101           |
| Ultimate Aaron          | Aaron l'Ultime chevalier  | 70332           | 1er janvier 2016 | 82            |
| Ultimate Robin          | Robin l'Ultime chevalier  | 70333           | 1er janvier 2016 | 75            |
| Ultimate Beast master   | L'Ultime Maître des bêtes | 70334           | 1er janvier 2016 | 65            |
| Ultimate Lavaria        | L'Ultime Lavaria          | 70335           | 1er janvier 2016 | 69            |
| Ultimate Axl            | Axl l'Ultime chevalier    | 70336           | 1er juin 2016    | 69            |
| Ultimate Lance          | Lance l'Ultime chevalier  | 70337           | 1er juin 2016    | 75            |
| Ultimate General Magmar | L'Ultime Général Magmar   | 70338           | 1er juin 2016    | 64            |
| Ultimate Flama          | L'Ultime Flama            | 70339           | 1er juin 2016    | 67            |
| Battle suit Clay        | La super armure de Clay   | 70362           | décembre 2016    | 79            |
| Battle suit May         | La super armure de May    | 70363           | décembre 2016    | 66            |
| Battle suit Aaron       | La super armure           | 70364           | décembre 2016    | 80            |
| Battle suit Axl         | La super armure d'Axl     | 70365           | décembre 2016    | 88            |
| Battle suit Lance       | La super armure de Lance  | 70366           | décembre 2016    | 83            |

| Nom original                 | Nom français                        | no de référence | Date de sortie                                                                                    | Nbr de pièces | Figurines et/ou accessoires                                    |
| ---------------------------- | ----------------------------------- | --------------- | ------------------------------------------------------------------------------------------------- | ------------- | -------------------------------------------------------------- |
| Knight's Cycle               | La moto du chevalier                | 30371           |                                                                                                   | 42            | Soldat du roi                                                  |
| Robin's Mini Fortrex         | Le mini Fortrex de Robin            | 30372           | 1er février 2016 (jusqu'au 29 janvier sur le site Lego Shop)                                      | 45            | Robin                                                          |
| Knighton Hyper Cannon        | NC                                  | 30373           |                                                                                                   | 47            | Soldat du roi                                                  |
| The Lava Slinger             | NC                                  | 30374           |                                                                                                   | 40            | Écraseur d'écorce                                              |
| Intro pack                   | Pack d'introduction                 | 5004388         | 1er janvier 2016 (jusqu'au 25 janvier, seulement dans les Lego Store au Canada et aux États-Unis) | 5             | Monstre, Porte-clé bouclier, Poster, 2 Planches d’autocollants |
| Battle Station               | La station de combat                | 5004389         | 1er février 2016 (jusqu'au 29 janvier sur le site Lego Shop)                                      | 19            | Tapis de jeu, Cartes                                           |
|                              | Boîte Garde royal                   | 5004390         | 2016                                                                                              | 5             | Soldat royal                                                   |
| Macy's Mace                  | La massue de Macy                   | 85303           | 2016                                                                                              | 1             | Accessoire de déguisement                                      |
| Clay's Swprd                 | L'épée de Clay                      | 85304           | 2016                                                                                              | 1             | Accessoire de déguisement                                      |
| Knight's Sword               | L'épée des chevaliers               | 85305           | 2016                                                                                              | 1             | Accessoire de déguisement                                      |
| Knight's Shield              | Le bouclier des chevaliers          | 85306           | 2016                                                                                              | 1             | Accessoire de déguisement                                      |
| Knight's Power Up Shield     | Le bouclier renforcé des chevaliers | 85307           | 2016                                                                                              | 1             | Accessoire de déguisement                                      |
| Monster's Shield             | Le bouclier des monstres            | 85308           | 2016                                                                                              | 1             | Accessoire de déguisement                                      |
| Knight's Dress-Up            | L'armure des chevaliers             | 85310           | 2016                                                                                              | 1             | Accessoire de déguisement                                      |
| Monster's Dress-Up           | L'armure des monstres               | 85311           | 2016                                                                                              | 1             | Accessoire de déguisement                                      |
| Drinking Bottle              | Gourde Nexo Knights                 | 853517          | 2016                                                                                              | 1             | Gourde en plastique                                            |
| Plastic Tumbler Drinking Cup | Gobelet Nexo Knights                | 853518          | 2016                                                                                              | 1             | Gobelet en plastique                                           |
| Playmat                      | Tapis de jeu Nexo Knights           | 853519          | 2016                                                                                              | 1             | Tapis de jeu en carton double-face                             |
| Aaron Key Chain              | Porte-clés Aaron                    | 853520          | 2016                                                                                              | 1             | Aaron Fox                                                      |
| Clay Key Chain               | Porte-clés Clay                     | 853521          | 2016                                                                                              | 1             | Clay Moorighton                                                |
| Macy Key Chain               | Porte-clés Macy                     | 853522          | 2016                                                                                              | 1             | Macy Halbert                                                   |
| Lance Key Chain              | Porte-clés Lance                    | 853523          | 2016                                                                                              | 1             | Lance Richmond                                                 |
| Jestro Key Chain             | Porte-clés Jestro                   | 853524          | 2016                                                                                              | 1             | Jestro                                                         |
| Monsters Sketch Book         | Carnet de croquis des Monstres      | 853528          | 2016                                                                                              | 1             | Carnet de 96 pages                                             |

### 2017
La deuxième année de la gamme, 2017, voit l'arrêt de la série des « Ultimes », remplacée par les « Supers armures » jusqu'à un arrêt total. Mais apparaît également, sur le principe de Minifigures, la venue des séries « Combo Nexo pouvoirs », des pochettes surprises indissociables renfermant chacune cinq « Nexo pouvoirs » et un « Nexo bouclier ».
| Nom original                           | Nom français                           | no de référence | Date de sortie | Nbr de pièces | Figurines |
| -------------------------------------- | -------------------------------------- | --------------- | -------------- | ------------- | --- |
| The heligoyle                          | L'héli-grenouille                      | 70353           | juin 2017      | 318           | Clay, Marcheur de pierre, Harpie, 2 Cabochons                                                                |
| Axl's rumble maker                     | La foreuse d'Axl                       | 70354           | juin 2017      | 318           | Axl, Marcheur de pierre, Harpie                                                                              |
| Aaron's rock climber                   | Le turbo 4×4 d'Aaron                   | 70355           | juin 2017      | 598           | Aaron Fox, Robot-écuyer d'Aaron, Lord Krakenskull, Marcheur de pierre, Briqueur                              |
| Stone colossus of ultimate destruction | Le colosse de pierre de la destruction | 70356           | juin 2017      | 318           | Macy Halbert, Clay, Jestro, Général Garg, Briqueur, 2 Cabochons                                              |
| Knighton castle                        | Le château de Knighton                 | 70357           | juin 2017      | 1 426         | Aaron Fox, Lance, Robin, Roi Halbert, Soldat royal, Fancypants, Hamletta, 2 Marcheurs de pierre, 2 Briqueurs |
| Macy's bot drop dragon                 | Le dragon-robot de Macy                | 70361           | juin 2017      | 153           | Macy Halbert, Robot-écuyer de Macy, Marcheur de pierre                                                       |
| Combo Nexo powers Wave 2               | Combo Nexo pouvoirs Série 2            | 70373           | juin 2017      | 10            | 35 Nexo pouvoirs                                                                                             |

| Nom original          | Nom français                                            | no de référence | Date de sortie                                                                 | Nbr de pièces | Figurines et/ou accessoires                                       |
| --------------------- | ------------------------------------------------------- | --------------- | ------------------------------------------------------------------------------ | ------------- | ----------------------------------------------------------------- |
| Knighton rider        | Le motard de Knighton                                   | 30376           | Du 16 au 31 janvier 2017 dans les Lego Store et sur Lego Shop au Canada        | 42            | Soldat royal                                                      |
| Motor horse           | NC                                                      | 30377           |                                                                                |               | Soldat royal                                                      |
| Shrunken headquarters | La mini tête d'assaut                                   | 30378           | Du 21 janvier au 5 février 2017 dans les Lego Store et sur Lego Shop en France |               | Marcheur de pierre                                                |
|                       | Montre Aaron                                            | 5005114         | 2017                                                                           | 24            | Aaron, montre                                                     |
|                       | Montre Clay                                             | 5005116         | 2017                                                                           | 24            | Clay, montre                                                      |
|                       | L'épée de Jestro                                        | 853678          | 2017                                                                           | 1             | Épée en mousse                                                    |
|                       | Le bouclier Pouvoir interdit                            | 853679          | 2017                                                                           | 1             | Bouclier en mousse                                                |
|                       | La hache d'Axl                                          | 853680          | 2017                                                                           | 1             | Hache en mousse                                                   |
|                       | Collectionne et combine les Combo Pouvoirs Nexo Knights | 853681          | 2017                                                                           | 3             | Boîte de rangement, bouclier à scanner, bouclier de Nexo Pouvoirs |
| Macy Key Chain        | Porte-clés Macy                                         | 853682          | 2017                                                                           | 1             | Macy Halbert                                                      |
| Jestro Key Chain      | Porte-clés Jestro                                       | 853683          | 2017                                                                           | 1             | Jestro                                                            |
| Lance Key Chain       | Porte-clés Lance                                        | 853684          | 2017                                                                           | 1             | Lance Richmond                                                    |
| Aaron Key Chain       | Porte-clés Aaron                                        | 853685          | 2017                                                                           | 1             | Aaron Fox                                                         |
| Clay Key Chain        | Porte-clés Clay                                         | 853686          | 2017                                                                           | 1             | Clay                                                              |

## Jeu vidéo
Le jeu vidéo Lego Nexo Knights Merlok 2.0 est une application pour Android et iOS qui est sortie en 2016,,.

## Série télévisée
De la même façon que la gamme Ninjago possède sa série télévisée d'animation, la série Nexo Knights est lancée sur Cartoon Network aux États-Unis le 13 décembre 2015. Elle possède trois saisons de chacune dix épisodes et est diffusé sur Gulli puis sur Cartoon Network en France et sur Télétoon au Canada.

## Web-série
Une web-série, réalisée par Tommy Andreasean, est lancée le 27 novembre 2015. Elle possède 27 épisodes, dont cinq diffusés le 1er janvier 2017.